# Pine Prairie
Pine Prairie é uma vila localizada no estado americano de Luisiana, na Paróquia de Evangeline.

## Demografia
Segundo o censo americano de 2000, a sua população era de 1087 habitantes.
Em 2006, foi estimada uma população de 1245, um aumento de 158 (14.5%).

## Geografia
De acordo com o United States Census Bureau tem uma área de
3,5 km², dos quais 3,5 km² cobertos por terra e 0,0 km² cobertos por água. Pine Prairie localiza-se a aproximadamente 37 m acima do nível do mar.

## Localidades na vizinhança
O diagrama seguinte representa as localidades num raio de 28 km ao redor de Pine Prairie.